# دهندر
دهندر، روستایی در دهستان قلعه‌گنج بخش مرکزی شهرستان قلعه‌گنج در استان کرمان ایران است.

## جمعیت
بر پایه سرشماری عمومی نفوس و مسکن در سال ۱۳۹۵، جمعیت این روستا برابر با ۳۰۶ نفر (۱۰۸ خانوار) بوده‌است.